# Wilfred Owen
Wilfred Edward Salter Owen (18 tháng 3 năm 1893 – 4 tháng 11 năm 1918) là nhà thơ Anh Quốc có ảnh hưởng lớn đến thơ ca thập niên 1930, thế kỷ XX. Trong cuộc Chiến tranh thế giới lần thứ nhất, ông là một Sĩ quan Quân đội Anh, chiến đấu chống lại quân Đức, nên được gọi là nhà thơ - chiến sĩ thời Đại chiến. Vào năm 1918, ông được tặng thưởng do công lao của ông trong một cuộc tiến công thắng lợi. Ông được yêu mến vì những vầng thơ gay gắt lên án chiến tranh của mình, cùng với sự hy sinh bi tráng của ông trong một đợt giao chiến kịch liệt giữa quân Anh và quân Đức vào ngày 4 tháng 11 năm 1918, khi ông trợ giúp đồng đội vượt kênh Sambre (ở Pháp) dưới làn đạn pháo ác liệt của người Đức, chỉ không lâu trước khi cuộc Đại chiến thế giới lần thứ nhất chấm dứt vào ngày 11 tháng 11 năm 1918.
Thơ ca phản chiến của ông đã nhấn mạnh sự cuồng bạo và phi nghĩa của chiến tranh cướp đi sinh mạng của bao thanh niên một cách vô lý. Cho đến nay, ông vẫn được xem là một trong những nhà thơ chiến tranh lớn nhất của nước Anh. Khi bị thương và được điều trị tại Edinburg vào năm 1917, ông đã quen biết nhà thơ phản chiến Siegfried Sassoon - điều này ảnh hưởng lớn đến những vầng thơ của ông. Ông còn là một nhà sáng tạo kỳ tài về nghệ thuật, và tuy chỉ có 25 tuổi đời nhưng gia tài thi ca của ông rất đồ sộ.

## Tiểu sử
Wilfred Owen sinh ở Oswestry xứ Shropshire, trong một gia đình trung lưu hạnh phúc. Ông là con của ông Tom Owen - một quản lý đường sắt - và bà Susan Owen - người mẹ mà ông yêu mến trong suốt đời mình. Ông biết làm thơ từ nhỏ; ông rất đam mê thơ của nhà thi hào John Keats và niềm đam mê thơ phú của ông càng sục sôi, gắn liền với sự húng thú của ông đối với tôn giáo. Ông học trường Cao đẳng Reading (này là Đại học Reading) được mấy tháng thì bỏ học vì lý do sức khỏe. Vào năm 1913 Wilfred Owen đi sang Pháp làm nghề dạy học ở thành phố Bordeaux. Ông sống đời ổn định, vui thú, nhưng không may thay, vào ngày 4 tháng 8 năm 1914, Đế chế Đức tấn công Bỉ và cuộc Chiến tranh thế giới lần thứ nhất bùng nổ. Xem ra ban đầu Owen có mâu thuẫn trong cảm nghĩ của mình về cơn Đại chiến này, có lẽ ông đã chịu ảnh hưởng đến trong những cuộc trò chuyện với nhà thơ, nhà mỹ học, nhà hòa bình chủ nghĩa người Pháp là Laurent Tailhade (59 tuổi). Vào năm 1915, tuy hãy còn chán ghét cuộc Đại chiến, nghe những lời tuyên truyền về lòng yêu nước đã quay trở về nước Anh nhập ngũ. Sau khi dự lễ Giáng sinh tại Anh Quốc, vào ngày 29 tháng 12 năm 1915, ông cùng với đồng đội sang Pháp để chiến đấu. Trong tuần thứ hai của tháng 1 năm 1917, ông dẫn dắt Trung đội của mình ồ ạt xông pha lao vào đánh quân Đức trong trận chiến ở sông Somme. Ông viết thư cho mẹ mình:
| “              | 50 tiếng đồng hồ ấy là thời khắc đau khổ của cuộc sống hạnh phúc của con. | ” |
| — Wilfred Owen |                                                                           |   |

Cũng vào năm 1917, ông bị thương điều trị ở quân y viện Edinburgh. Ở đây Wilfred Owen làm quen với nhà thơ Siegfried Sassoon (1886 – 1967) là người có nhiều bài thơ chống chiến tranh đã nổi tiếng. Sự làm quen này đã có ảnh hưởng mạnh mẽ đến tài năng thơ ca của Wilfred Owen. Sau khi rời quân y viện, ông vẫn luôn trao đổi thư từ với Sassoon.

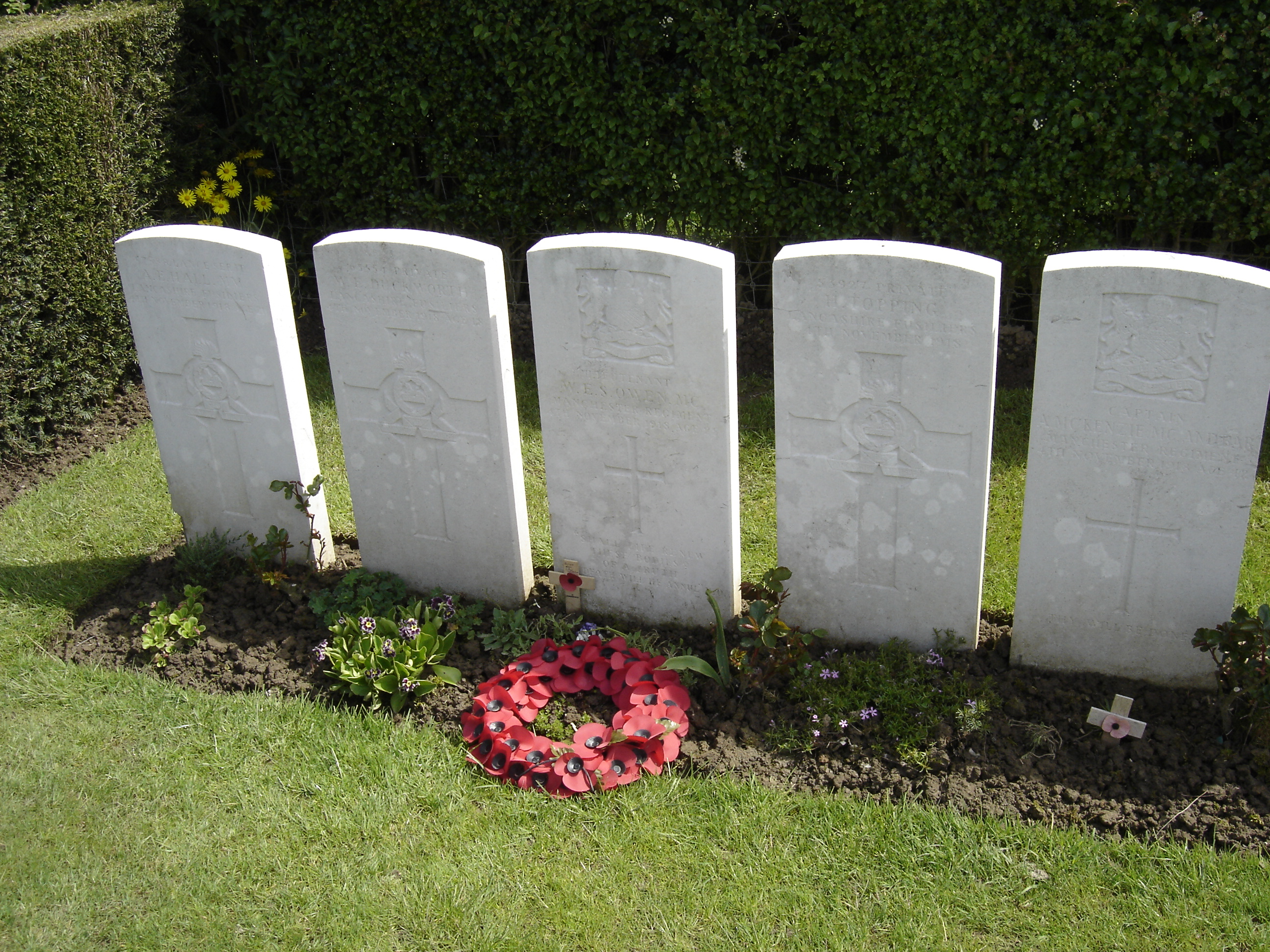
Mộ Wilfred Owen (chính giữa)

Vào tháng 6 năm 1918, Wilfred Owen được phép quay trở lại phụng sự Quân đội Anh, tiếp tục giữ chức Thiếu tá. Vào tháng 10 năm ấy, nhà thơ anh dũng tấn công Phòng tuyến Fonsomme, tóm lấy được một khẩu súng máy của quân Đức cùng với nhiều tù binh địch. Nhờ có thắng lợi vẻ vang này, ông được tặng huân chương Thập tự (Military Cross). Đến ngày 4 tháng 11 năm 1918, trong trận huyết chiến tại kênh Sambre-Oise, các chiến sĩ Anh toan vượt kênh bị Pháo binh và tổ súng máy của quân Đức đánh bật ra. Wilfred Owen liền động viên đồng đội vượt qua kênh Sambre-Oise bằng bè, nhưng không thành. Quân đội Anh sau đó đành phải tìm cách vượt kênh bằng những tấm ván và cầu nhỏ, thế rồi ông hỗ trợ các chiến hữu làm nhiệm vụ này ở một bờ kênh gần ngôi làng Ors. Đúng lúc ấy, nhà thi hào lỗi lạc bị trúng ngay một viên đạn vào đầu, và ông đã hy sinh. Chỉ hai ngày sau khi ông qua đời, tại kinh thành Berlin, Hoàng đế Đức là Wilhelm II thoái vị. Đúng vào ngày 11 tháng 11 năm ấy, liên quân Anh - Canada toàn thắng Chiến dịch Sambre, và Thỏa ước chấm dứt chiến tranh được ký kết - đến khi ấy, gia quyến ông mới hay tin về cái chết của ông.
Thơ của Wilfred Owen chỉ nổi tiếng sau khi ông hy sinh. Lúc còn sống chỉ có 4 bài thơ được in. Tập thơ đầu tiên được xuất bản năm 1920 (với sự hỗ trợ của Siegfried Sassoon), sau đó được tái bản và bổ sung vào năm 1931. Thơ ông thể hiện thái độ căm ghét chiến tranh cùng lòng thương người và sự thông cảm với nghĩa vụ của những người lính. Trong Lời nói đầu cho quyển sách dự định xuất bản, Wilfred Owen viết: "Cuốn sách này không về những anh hùng. Thơ ca Anh không sẵn sàng cho việc này. Cuốn sách này không về những chiến công, những đất nước, những vinh quang, không về danh dự hay sức mạnh, không về sự thống trị hay chính quyền mà chỉ về Chiến tranh. Với tôi, trước hết là thơ ca. Đối tượng của tôi là Chiến tranh và Lòng thương do chiến tranh gây ra. Lòng thương là Thơ ca. Và những khúc bi ca này không thể an ủi thế hệ này. Có thể là thế hệ sau. Mọi nhà thơ hôm nay đều có thể cảnh báo. Bởi thế, nhà thơ chân chính là cần nói lên sự thật". Những lời này thể hiện đầy đủ chính kiến của Wilfred Owen. Nhiều trích đoạn thơ của ông được nhạc sĩ nổi tiếng Benjamin Britten sử dụng trong tác phẩm Khúc tưởng niệm chiến tranh (War Requiem). Sáng tác của Britten cùng với cao trào chống chiến tranh hồi thập niên 1960 đã khiến cho tiếng tăm của Owen ngày càng trở nên rạng rỡ. Wilfred Owen cũng là tên của một giải thưởng thơ trao cho những nhà thơ tiếp tục truyền thống thơ ông. Các nhà thơ đoạt giải Nobel như Seamus Heaney, Harold Pinter từng được nhận giải thưởng này.
Tuy trận vong khi mới có 25 tuổi nhưng Wilfred Owen đã để lại một di sản thơ phú đồ sộ. Ông được mai táng tại Nghĩa trang Tập thể Ors. Người ta đã xây dựng các đài kỷ niệm Wilfred Owen tại Gailly, Ors, Oswestry, Birkenhead (Central Library) và Shrewsbury. Từ năm 1915, thơ của ông chuyển từ trữ tình sang nỗi chán ghét những trận càn quét kinh hoàng trong chiến hào thời Đại chiến. Cho đến nay, ông vẫn là một trong những nhà thơ chiến tranh tiêu biểu nhất của Anh Quốc. Về nghệ thuật, ông là một nhà sáng tạo lỗi lạc, nhất là trong vần thơ. Những vầng thơ của ông đã khắc họa nên sự phú phiếm, ngu tối và tàn ác của chiến tranh, đã cướp đi bao nhiêu sinh mạng oan uổng của biết bao thanh niên trong cả hai bên tham chiến. Những bài thơ nổi tiếng nhất của Wilfred Owen là: "Dulce et Decorum Est", "Insensibility", "Anthem for Doomed Youth" (Lời Nguyện cầu cho những người chết trẻ), "Futility", "Strange Meeting". Những bài thơ nổi tiếng nhất đã được dịch ra tiếng Việt.

## Một số bài thơ
| Dulce et Decorum Est Bent double, like old beggars under sacks, Knock-kneed, coughing like hags, we cursed through sludge, Till on the haunting flares we turned our backs And towards our distant rest began to trudge. Men marched asleep. Many had lost their boots But limped on, blood-shod. All went lame; all blind; Drunk with fatigue; deaf even to the hoots Of tired, outstripped Five-Nines that dropped behind. Gas! Gas! Quick, boys! – An ecstasy of fumbling, Fitting the clumsy helmets just in time; But someone still was yelling out and stumbling, And flound'ring like a man in fire or lime... Dim, through the misty panes and thick green light, As under a green sea, I saw him drowning. In all my dreams, before my helpless sight, He plunges at me, guttering, choking, drowning. If in some smothering dreams you too could pace Behind the wagon that we flung him in, And watch the white eyes writhing in his face, His hanging face, like a devil's sick of sin; If you could hear, at every jolt, the blood Come gargling from the froth-corrupted lungs, Obscene as cancer, bitter as the cud Of vile, incurable sores on innocent tongues, My friend, you would not tell with such high zest To children ardent for some desperate glory, The old Lie; Dulce et Decorum est Pro patria mori. Anthem for Doomed Youth What passing-bells for these who die as cattle? Only the monstrous anger of the guns. Only the stuttering rifles' rapid rattle Can patter out their hasty orisons. No mockeries now for them; no prayers nor bells; Nor any voice of mourning save the choirs, – The shrill, demented choirs of wailing shells; And bugles calling for them from sad shires. What candles may be held to speed them all? Not in the hands of boys but in their eyes Shall shine the holy glimmers of goodbyes. The pallor of girls' brows shall be their pall; Their flowers the tenderness of patient minds, And each slow dusk a drawing-down of blinds. The end After the blast of lightning from the east, The flourish of loud clouds, the Chariot throne, After the drums of time have rolled and ceased And from the bronze west long retreat is blown, Shall Life renew these bodies? Of a truth All death will he annul, all tears assuage? Or fill these void veins full again with youth And wash with an immortal water age? When I do ask white Age, he saith not so, -- "My head hangs weighed with snow". And when I hearken to the Earth she saith My fiery heart sinks aching. It is death. Mine ancient scars shall not be glorified Nor my titanic tears the seas be dried". | Dulce et Decorum Est Người gấp đôi lại như ăn mày ôm bao tải Lưng quay về khói lửa của chiến tranh Khản cổ vì ho, chúng tôi khập khễnh lê chân Mệt mỏi rã rời, khát khao về nơi nghỉ. Chúng tôi lê chân, đôi mắt mơ màng ngủ Giày dép không còn, mong thoát cho mau Mò mẫm đi, không phân biệt nổi phía sau Tiếng lựu đạn, tiếng bom đì đùng nổ. Hơi độc! Nhanh lên! Những bước chân luống cuống Tìm để đeo vào mặt nạ chống hơi cay Ai đó lề mề, giẫm chân phải chất nhầy Rồi giãy giụa như trong thùng lửa bỏng Trong ánh sáng có màu xanh đặc quánh Tôi thấy mình bất lực tựa trong mơ Muốn giúp mà không giúp được anh ta Anh ta vẫy vùng và rồi chìm nghỉm. Giá mà bạn đã cùng lê bước với chúng tôi Sau cái xe mà chúng tôi chất xác chết Nhìn khuôn mặt và đôi mắt trắng bệch Nhưng đôi mắt không còn thấy nữa rồi. Bạn nhìn thấy máu me cùng bao xác chết Thì bạn sẽ hiểu ra, bạn của tôi ơi Thì bạn sẽ không còn dạy cho lớp trẻ Những lời dối gian xưa nghe đầy cám dỗ: Dulce et decorum est pro patri mori Được chết vì tổ quốc sung sướng và ngọt ngào thay. Bài Thánh ca cho Tuổi xuân bất hạnh Chuông nào cho những người chết như gia súc? Hay chỉ có tiếng gầm giận dữ của pháo binh Và những tiếng kéo dài của súng liên thanh Lời nguyện cầu được nói rất nhanh chóng. Không lễ cầu hồn, không tưởng niệm, không chuông Không tiếng khóc, chẳng bàn thờ, lời nguyện Khắp nơi chỉ tiếng rít điên cuồng của súng. Những tiếng kèn từ những vùng quê đau buồn Và những ngọn nến cầu chúc họ thành công Không ở trong tay, mà trong đôi mắt họ Tỏa sáng trong những lời vĩnh biệt thiêng liêng. Trong những quan tài có bờ mi thiếu nữ Hoa dịu dàng, những nghĩ suy buồn bã Và mỗi chiều vẫn đợi những màn đêm. Sự kết thúc Sau tiếng sét vang lên từ phía đông Cỗ xe tang lao trong mây đen ấy Sau tiếng trống của thời gian lặng ngừng Sắc đồng từ phía tây ngừng tuôn chảy. Cuộc đời làm xác chết hồi sinh lại? Xua cái chết, xua nước mắt khổ đau Rửa những vết thương đau bằng nước mới Cấy vào ven dòng máu nóng tuôn trào. Tuổi bạc trắng ghé tai tôi thầm thĩ: "Tuyết đã xua tất cả trên đầu tôi" Từ mặt đất tôi nghe câu trả lời: Con tim tôi đã thiêu bằng lửa cháy Chỗ cho tôi trên đời không còn nữa Nước mắt không làm khô được biển khơi. Bản dịch của Nguyễn Viết Thắng |